# Histona

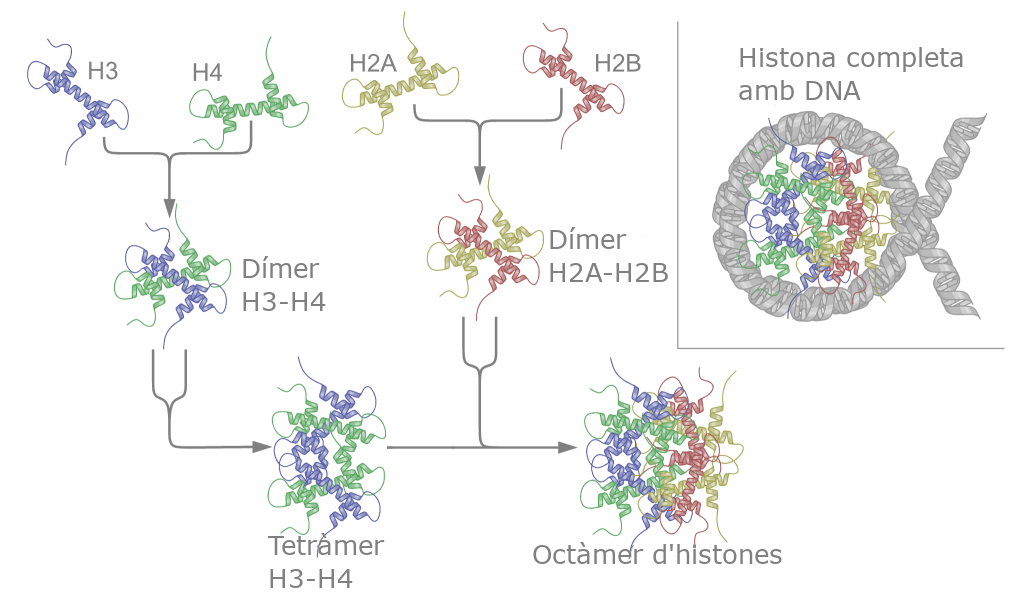
Assemblatge de les histones nuclears per a formar un nucleosoma

Les histones són proteïnes bàsiques, de baix pes molecular, molt conservades evolutivament entre els eucariotes i alguns procariotes. Formen la cromatina juntament amb l'ADN, sobre la base d'unes unitats conegudes com a nucleosomes.
Les quatre histones core, o nuclears, formen un octàmer (paquets de 8 molècules) al voltant del qual s'enrotlla l'ADN, en una longitud variable d'acord amb l'organisme. Aquest octàmer s'acobla a partir d'un tetràmer de les histones anomenades H3 i H4, a les que s'agreguen dos heterodímers de les histones denominades H2A i H2B. Les histones externes, o linker, H1 (i H5 en ocells) interaccionen amb l'ADN internucleosomal. El conjunt de l'ADN enrotllat al voltant de l'octàmer d'histones, juntament amb la histona H1 i una certa longitud d'ADN linker, o internucleosomal, constitueix el que es coneix com a nucleosoma. Les histones core desenvolupen un paper decisiu en el primer nivell de compactació de l'ADN dintre del nucli, de l'estructura coneguda com a nucleosoma. Les histones linker, d'altra banda, produeixen un empaquetament d'ordre superior dels nucleosomes.
Les histones contenen un patró estructural molt important per als contactes moleculars dintre de l'octàmer d'histones core, denominat histone fold (es podria traduir com plec d'histona). Aquest motiu consisteix en 65 aminoàcids que s'estructuren en una organització estesa tipus hèlix-fulla-hèlix. En concret, conté una curta hèlix alfa, un gir/fulla beta, una hèlix alfa llarga, altre gir/fulla beta, i altra hèlix alfa curta.
Les histones core poden ser modificades covalent i post-traduccionalment, en general en els seus extrems amino-terminals, mitjançant reaccions catalitzades per una sèrie d'activitats enzimàtiques. Aquestes poden ser citoplasmàtiques, i actuen sobre les histones prèviament al seu assemblatge als nucleosomes, o bé, nuclears i afecten histones nucleosomals. S'ha postulat una teoria denominada histone code, o "codi d'histones", segons la qual aquestes modificacions poden tenir conseqüències quant a: 
1) La facilitat amb la qual proteïnes associades a cromatina (factors transcripcionals, etc.) podrien accedir a l'ADN.
2) La generació de combinacions de modificacions en un extrem de la histona, o en diversos dintre d'un nucleosoma.
3) Les estructures d'eucromatina i heterocromatina seran en major mesura dependents de les concentracions locals d'histones modificades.
En conclusió, aquestes modificacions podrien estendre la informació potencial del material genètic.